# David McKenna (scenarist)
David McKenna (n. 14 august 1968) este un scenarist și producător de film american. A lucrat ca producător executiv pentru E-Ring. A mai utilizat numele numele de scenă Zachary Long pentru filmul Bully.
McKenna a scris integral sau parțial scenariul la filme ca S.W.A.T. și epsioadele TV ale E-Ring. El este cunoscut mai ales pentru scrierea scenariului filmului American History X și alte romane ca The Trials and Tribulations of Earl.